# Neoscona crucifera
Neoscona crucifera är en spindelart som först beskrevs av Lucas 1838.  Neoscona crucifera ingår i släktet Neoscona och familjen hjulspindlar. Inga underarter finns listade i Catalogue of Life.